# ロック・オン (ザ・バンチのアルバム)
| 専門評論家によるレビュー | 専門評論家によるレビュー |
| レビュー・スコア         | レビュー・スコア         |
| 出典                     | 評価                     |
| ------------------------ | ------------------------ |
| オールミュージック       | [ 2 ]                    |
| Christgau's Record Guide | B+                       |

『ロック・オン』 (Rock On)はイギリスのフォーク・ロックの歌手やミュージシャンのグループ、ザ・バンチによる1972年の1枚だけのオールディーズ・カヴァーのアルバム。
ザ・バンチは彼らの1枚だけのアルバム『ロック・オン』を録音するために1971年末に結成された。 このアルバムにはエルヴィス・プレスリー、バディ・ホリー、エヴァリー・ブラザースなどによるバンドメンバーのお気に入りのカヴァーが収録されている。
バンチの中には、サンディ・デニー、リチャード・トンプソン、リンダ・トンプソン（クレジットはリンダ・ピーターズ）、パット・ドナルドソン、アシュリー・ハッチングス、ジェリー・コンウェイ、デイヴ・マタックスなど、フェアポート・コンヴェンションやその他のメンバーが含まれていた。 同年、ハッチングスは彼の Morris On シリーズの最初のアルバムのタイトルに反映させた。
Fledg'ling Recordsは4曲のボーナストラックを加えて2003年にCD版を再発した。  このアルバムはボーナストラック込みでTalking Elephant Recordsから2013年に再発売された。

## 収録曲
オリジナル・アルバム
1. 「クレイジー・アームズ」 "Crazy Arms"
2. 「ザットル・ビー・ザ・デイ」 "That'll Be the Day"
3. 「冷たくしないで」 "Don't Be Cruel"
4. 「ロコ・モーション」 "The Loco-Motion"
5. 「マイ・ガール・ザ・マンス・オブ・メイ」 "My Girl the Month of May"
6. 「ラヴズ・メイド・ア・フール・オブ・ユー」 "Love's Made a Fool of You"
7. 「ウィリー・アンド・ザ・ハンド・ジャイヴ」 "Willie and the Hand Jive"
8. 「ジャンバラヤ」 "Jambalaya (On The Bayou)"
9. 「ウェン・ウィル・アイ・ビー・ラヴド」 "When Will I Be Loved"
10. 「ネイディーン」 "Nadine"
11. 「スウィート・リトル・ロックンローラー」 "Sweet Little Rock 'n' Roller"
12. 「ラーニング・ザ・ゲーム」 "Learning the Game"[1]

オリジナルLP同梱のソノシート
1. 「レット・ゼア・ビー・ドラムス」 "Let There Be Drums"[1]

Fledg'ling Records FLED 3042 CDのボーナストラック
1. 「レット・ゼア・ビー・ドラムス」 "Let There Be Drums"
2. 「トゥエンティ・フライト・ロック」 "Twenty Flight Rock"
3. 「ハイスクール・コンフィデンシャル」"High School Confidential"
4. 「ラ・バンバ」 "La Bamba"

## パーソネル
- サンディ・デニー -リード・ボーカル (2,6,7,9,12)、バッキング・ボーカル (3-5,10,11,16)
- リンダ・ピーターズ - リード・ボーカル (4,9,16)、バッキング・ボーカル (2-7,10,11)
- アシュリー・ハッチングス - ボーカル(10)
- リチャード・トンプソン - リード・ボーカル (1,5,7,8,11,15)、バッキング・ボーカル (2-7)、リード・ギター (1)、ギター (2-16)
- トレヴァー・ルーカス - リード・ボーカル (3,14)、アコースティック・ギター (6)、12弦ギター (9)
- トニ―・コックス - ピアノ (11)
- イアン・ホワイトマン - ピアノ (2-4,7,9-10,12,14-16)
- パット・ドナルドソン - ベース (1-16)、バッキング・ボーカル (2-7,15)
- デイヴ・マタックス - ドラムス (2-4,10,16)、コンガ (7,12)
- ジェリー・コンウェイ - ドラムス  (1,2,4-9,11-16)

- ダンディー・ホーンズ - ホーン・セクション
- ロジャー・ボール - アルト・サックス (1)、バリトン・サックス (2-4)、サックス (7,10-11,13-16)、ピアノ (8)
- マイク・ローゼン - トランペット (1,7,11)
- モリー・ダンカン - サックス (1)